# Cypa duponti
Cypa duponti is een vlinder uit de familie van de pijlstaarten (Sphingidae). De wetenschappelijke naam van de soort werd in 1941 gepubliceerd door Roepke.